# Zoboomafoo
Zoboomafoo is een Amerikaans televisieprogramma voor kinderen. Hiervan werden 65 afleveringen gemaakt die oorspronkelijk van 25 januari 1999 tot en met 28 april 2001 werden uitgezonden op PBS Kids.

## Rolverdeling
Hoofdrollen
- Gord Robetson - Zoboomafoo
- Chris Kratt - Zichzelf
- Martin Kratt - Zichzelf
- Samantha Tolkacz - Jackie
- Genevieve Farrell - Amy
- Jovian - Zoboomafoo